# Engure
Engure är en ort i Lettland.   Den ligger i kommunen Tukuma Rajons, i den västra delen av landet, 60 km väster om huvudstaden Riga. Engure ligger 6 meter över havet och antalet invånare är 1 600.
Terrängen runt Engure är platt. Havet är nära Engure åt nordost.  Engure är det största samhället i trakten.